# Монте-Сан-Вито
Монте-Сан-Вито (итал. Monte San Vito) — коммуна в Италии, располагается в регионе Марке, в провинции Анкона.
Население составляет 6369 человек (2008 г.), плотность населения составляет 289 чел./км². Занимает площадь 22 км². Почтовый индекс — 60037. Телефонный код — 071.
Покровителем коммуны почитается святой Вит, празднование 15 июня.

## Демография
Динамика населения:

## Администрация коммуны
- Официальный сайт: http://www.comune.montesanvito.an.it/